# Llorenç (nom)
Llorenç és un prenom masculí d'origen llatí que significa "Coronat dels Llorers". També es pot utilitzar com a cognom.

## Variants
- Femení: Llorença, Laurència.[2]

## Santoral
- 10 d'agost per Llorenç màrtir.[2]

## Variants en altres idiomes
- Alemany: Laurentius, Lorenz.[2]
- Anglès: Laurence.[2]
- Aragonès: Lorien apodo: Loren
- Basc: Lorentzo, Laurendi.[2]
- Castellà: Lorenzo.[2]
- Cors: Larenzu
- Eslovac: Vavrinec
- Eslovè: Lovrenc
- Espanyol: Lorenzo
- Extremeny: Lorençu
- Francès: Laurent, Laurence.[2]
- Gallec: Lourenzo.[2]
- Georgià: ლავრენტი (Lavrenti)
- Grec: Λαυρέντιος, Λαυρέντης (Lavrentios, Lavrentis)
- Anglès: Laurence, Lawrence apodo: Larry, Laurie
- Irlandès: Labhrás
- Islandès: Lauritz
- Italià: Lorenzo.[2]
- Llatí: Laurentius
- Noruec: Lars
- Occità: Laurenç
- Polonès: Laurencjusz
- Portuguès: Lourenço.[2]
- Romanès: Laurenţiu
- Rus: Лаврентий (Lavrenti Lavrentiy Lavrenty)